# 薛顿贺尔大学
薛顿贺尔大学（英語：Seton Hall University），又譯西東大學、西藤山大學，是一所位于美国新泽西州南桔镇的天主教大学，建于1856年。该校名称来自于第一位美国本土出生被封圣的、成立了慈善姊妹会的伊丽莎白·安·薛顿（1774-1821）。薛顿希尔大学以及圣伊丽莎白学院也以该女士命名。

## 历史

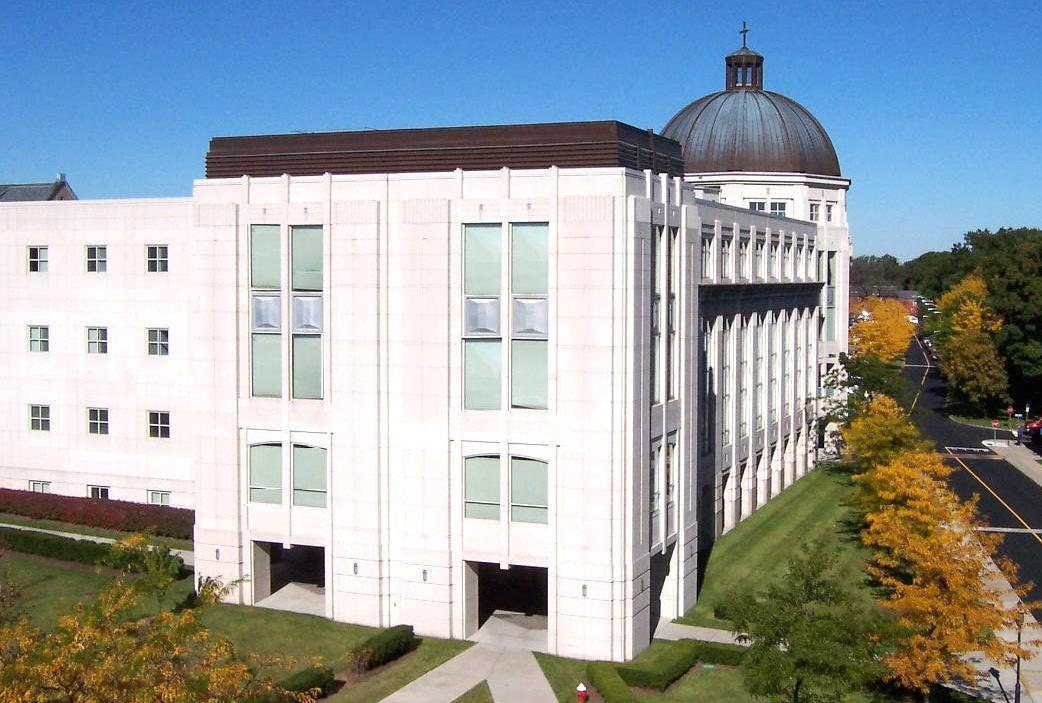
大学图书馆

和美国的很多天主教大学一样，薛顿贺尔大学也是1844年巴尔的摩美国主教会议（Plenary Council of American Bishops）的成果之一，用以扩大天主教在高等教育界的影响。纽瓦克主教区在1853年建立，为该大学的成立奠定了基础。该大学的前身薛顿贺尔学院（Seton Hall College）则于1856年9月1日由纽瓦克主教詹姆斯·罗斯福·贝利（James Roosevelt Bayley）在新泽西州麦迪逊正式成立。
之后除却美国内战期间，该大学一直不断扩张，1950年升格为大学，1968年男女共学（之前仅招收男性）。

## 学术
该大学提供本科到博士的大约70种学位。

## 外部連結
- 学校官网 （页面存档备份，存于）

Template:Seton Hall University